# IAR-80 (航空機)
IAR-80
修理を終え、帰投するIAR-80 1号機・227号機
(1943年ないし44年撮影)
- 用途：戦闘機
- 分類：戦闘機
- 製造者：ロームーナ航空産業社
- 運用者： ルーマニア空軍
- 初飛行：1940年
- 生産数：170機
- 運用開始：1941年12月
- 退役：1952年
- 運用状況：退役

IAR-80（IAR IAR-80 ルーマニア語:イー・アー・レー・オプトゼチ）は、ルーマニアのロームーナ（IAR）社ブラショフ工場(IAR Braşov；Industria Aeronautică Română Braşov)が開発し、ルーマニア空軍で運用された戦闘機。ルーマニア初の単葉戦闘機である。

## 開発
1930年代後半、ルーマニア空軍は戦力の近代化を進め、ハリケーンやHe 112などを輸入すると同時に、ポーランドのP.24E戦闘機のライセンス生産を行なった。一方で風雲急を告げる欧州情勢に対し、1938年にルーマニア空軍はIARに対して、ライセンス生産中のP.24Eを元にした新型戦闘機の開発を依頼した。IARはP.24Eの機体を流用し、エンジンもライセンス生産中のグノーム・エ・オーヌ社製14Kを用いて試作機を1940年末に完成させた。IAR-80の名が与えられた試作機は試験飛行の後、ルーマニア空軍によって採用され、開発開始から僅か3年後の1941年12月から量産型の引渡しが始まった。

## 設計
機体は、胴体後部、尾翼、主翼外翼をPZL.P24Eから直接流用した。しかし、高翼単葉のPZL.P24Eに対して低翼単葉で引込み脚を有するなど設計は遥かに近代化されており、特に風防には曲面成形のプレキシガラスを用いていた。エンジンも、原型より強力な940馬力を発揮するノーム・ローン14Kのライセンス生産型IAR14K3C36を装備し、性能は大きく向上していた。武装は強力で、機首に7.7mm機関銃を2丁、主翼に20mm機関砲を2丁装備し、主翼には最大200kgの爆弾を搭載できた。

## 運用
1941年6月に始まったナチス・ドイツのバルバロッサ作戦には、ドイツ国防軍と共にルーマニア軍も参加したが、航空戦力の旧式化と多種多様な機体の混在で整備に難があることから、12月にはルーマニア空軍機のみ本国に撤収した。そしてIAR-80と新たに導入したBf109Eに再編成されたルーマニア空軍は、再びソ連戦線に参加し、赤色空軍にYak-9やLa-5の現れるまで、地上攻撃や制空にある程度の成功をおさめた。さらに、急降下爆撃機型の派生型としてIAR-81も開発され、1942年から1943年にかけてIAR-80と平行して製造され、合わせて461機が配備された。
1943年夏には、約60機のIAR-80が首都ブカレストと東ヨーロッパ最大の油田地帯であるプロイェシュティの防空任務に就いていた。同年8月1日のタイダルウェーブ作戦では、北アフリカのベンガジから離陸したアメリカ陸軍航空隊のB-24が、177機の大編隊でプロイェシュティに飛来したが、濃密な対空砲火に加えて、50機のIAR-80と30機のBf109Eがこれを迎撃し、54機を撃墜する大戦果を挙げた。これを受けて、ソ連戦線の数個飛行中隊が急遽本国に戻され、連合国による戦略爆撃に対して迎撃を行なった。
1944年6月、ついにソ連軍がルーマニアに進撃する一方で、ルーマニアに駐留していたドイツ軍は早々に撤退を始めたどころか、突如ルーマニアに対する爆撃を開始した。ルーマニアはソ連と講和を結び、8月にはドイツに対して宣戦布告した。約100機のIAR-80とIAR-81もドイツ軍に挑んだが、時速650km以上の最高速度を有するBf109やFw190に対して分が悪く、専ら地上攻撃に投入された。
第二次世界大戦後も、複座の練習爆撃機に改装された機体が運用され続け、1952年にようやく最後の1機が退役した。

## スペック

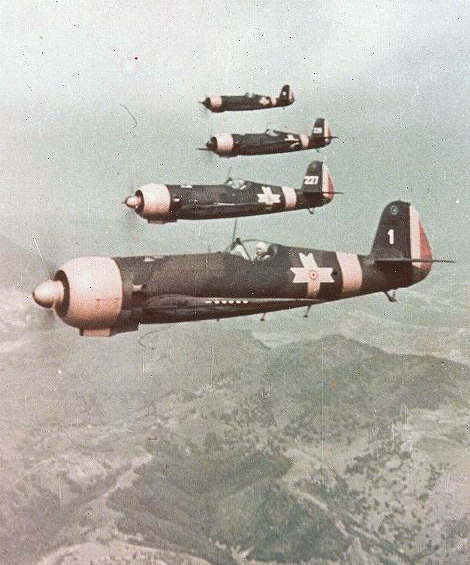
編隊を組むIAR-80

### IAR-80
- 乗員：1 名
- 全長：8.15 m
- 全幅：10.00 m
- 全高：3.60 m
- 主翼面積：15.52.0m2
- 全備重量：2280 kg
- 動力：IAR14K3Cエンジン ×1基
- 出力：940 馬力
- 最大速度: 510 km/h
- 航続距離: 950 km
- 実用上昇限度：10500 m
- 上昇時間: 5,000mまで6min
- 武装：機関銃 20 mm機関砲 ×2、7.7 mm機銃 ×4、爆弾 200kg

### IAR-80C
- 乗員：1 名
- 全長：8.97m
- 全幅：11.00 m
- 全高：3.52 m
- 全備重量：2980 kg
- 動力：IAR14K-100Aエンジン
- 出力：1,025 馬力
- 最大速度: 550 km/h
- 航続距離: 730 km

### IAR 81C
- 乗員：1 名
- 全長：9.22 m
- 全幅: 9.09 m
- 全高：3.82 m
- 主翼面積：17 m2
- 全備重量：2980 kg
- 動力：IAR K14-1000A, 1025 CP (764 kW).
- 出力：1025 馬力
- 最大速度: 560 km/h 7000メートルへ
- 航続距離: 730 km
- 実用上昇限度：10000 m
- 武装：2 x 大砲 MG 151/20 +  4 x FN (Browning) 7,92 mm